# Міст трьох троянд
47°34′15″ пн. ш. 7°35′05″ сх. д. / 47.570833333333° пн. ш. 7.5847222222222° сх. д.
Міст трьох троянд або Драйрозенбрюкке (нім. Dreirosenbrücke) — автомобільний міст у швейцарському місті Базель і останній швейцарський міст на Рейні. 
Свою назву міст отримав від маєтку «Zu den drei Rosen» в Кляйнбазелі. 
Спочатку маєток у цьому місці належав родині Ізелін, на родинному гербі якої зображено три білі троянди.

## Передісторія
Плани розширення міста 1897 року передбачали ще одну переправу через Рейн нижче Йоганнітерського мосту. 
У 1907-10 рр. планувалось будівництво залізничного мосту для сполучної залізниці між запланованим портом Кляйнгюнінген і залізничною станцією Базель-Санкт-Йоганн. 
У 1918 році в резолюції Федеральної ради було зазначено, що субсидія на будівництво Рейнського порту залежить від будівництва Драйрозенбрюкке — залізничного та автомобільного мосту. 
Був створений проект мосту на двох опорах шириною 20 м, з яких 4 м відведено для залізничної колії. 
Оскільки після Першої світової війни у місті була несприятлива фінансова ситуація і виникла потреба вирішувати нагальніші потреби, хотіли виграти час і прагнули відкласти будівництво. 
Тим часом Швейцарські федеральні залізниці та Deutsche Reichsbahn погодилися скерувати портовий рух через станцію Базель-Бадішер, щоб SBB міг відмовитися від використання запланованого Драйрозенбрюкке.

## Перший міст
Відмова від комбінованого мосту створила нову ситуацію, але заклики до додаткового переходу через Рейн не вщухали у міських округах Санкт-Йоганн, Горбург і Кляйнгюнінген, і 25 червня 1925 року комітет дій подав петицію з 7444 підписами та Велика Рада оголосила її дійсною. 
У 1930 році на міжнародний конкурс було подано 76 проектів. 
«Maschinenfabrik Augsburg-Nürnberg» AG ( MAN AG ) з Густавсбурга та «Grün & Bilfinger» з Мангайма виграли тендер з балковим мостом. Будівництво розпочато в жовтні 1931 року. 
Проїзд по мосту відкрито 1 вересня 1934 року.
Міст складався з суцільної сталевої балкової конструкції довжиною 225 м, спирався на дві опори і мав три прорізи з прольотами 75 м, 105 м і 75 м. 
Загальна ширина мосту становила 18 м, з яких 12 м становила проїзна частина з двоколійним трамваєм і 3 метри – тротуари .

## Другий міст
У 1960 році резолюція Федеральної ради щодо закону про національні дороги Швейцарії зобов’язала Базель створити автомагістраль між Швейцарією, Німеччиною та Францією. 
Ця міська магістраль була дуже суперечливою, і дві популярні ініціативи намагалися перешкодити її реалізації. 
Сполучення Швейцарія — Німеччина відкрито в 1974 році, а 1 вересня 1994 року почалося будівництво північної дотичної до A3, яка з’єднує швейцарську A2 з французькою автострадою A35 і повністю відкрита з 16 червня 2007 року.
Для того, щоб розмістити автомагістраль, необхідно було замінити Драйрозенбрюкке, і було вирішено побудувати дворівневий міст, з автомагістраллю на нижньому рівні в закритому склепінні (зі склінням з боку міста для захисту від шуму), тоді як верхній рівень обслуговує місцевий рух (автомобілі, велосипеди, громадський транспорт) і пішоходів. 
Через весь міст проходять дві трамвайні колії, відокремлені від приватного руху.
Новий Драйрозенбрюкке  був побудований поетапно за планами Базельського архітектурного бюро Steib+Steib. По-перше, північна, нижня за течією половина мосту була побудована поруч із старим першим мостом в 1999 році та відкрита для руху 5 листопада 2001 року. Тоді старий міст знесли, а на місці старого мосту побудували другу половину. Повністю новий міст був відкритий 8 листопада 2004 року.
Драйрозенбрюкке — сталевий композитний фермовий міст, що має дві складові, кожна з яких є половиною мосту довжиною 133 м, розташовані поруч одна з одною. Міст має довжину 226 метрів, має три отвори з прольотами 77 метрів, 105 метрів і 84 метри і стоїть на двох опорах, в які вбудовані опори старого мосту. Два мости мають ширину 14,90 м кожен, але трамвайна траса та проїжджі частини асиметрично зміщені на північ, тому з південного боку утворився бульвар для пішоходів шириною приблизно 10 м.